# Nanggerang (Tanjungsari)
Nanggerang is een bestuurslaag in het regentschap Sumedang van de provincie West-Java, Indonesië. Nanggerang telt 3088 inwoners (volkstelling 2010).